# Lavaca megye
Lavaca megye az Amerikai Egyesült Államokban, azon belül Texas államban található. Megyeszékhelye Hallettsville, legnagyobb városa Yoakum. Lakosainak száma 20 337 fő (2020. április 1.). Lavaca megye DeWitt, Gonzales, Fayette, Colorado, Jackson és Victoria megyékkel határos.

## Népesség
A megye népességének változása:
| Lakosok száma | 19 244 | 19 228 | 19 476 | 19 581 | 19 836 | 20 337 |
|               | 2010   | 2011   | 2012   | 2013   | 2015   | 2020   |